# Sabujo cântabro
Sabujo cântabro[Nota] (em castelhano: sabueso cántabro, em cântabro: sabuesu cántabru) é uma raça de cães criada na Cantábria, no norte da Península Ibérica.
Os primeiros relatos sobre sua existéncia são do início do século XIX. Originou-se nas proximidades das montanhas de Cantábria, Espanha.
Sempre tricolor, a raça exibe cor predominantemente preta com marcas castanhas e brancas. Destaca-se pelo ótimo faro e pela sociabilidade com outros cachorros. Tanto que é usada em matilhas na função de auxiliar na caça, especialmente de lebres e javalis.
Como o passar dos anos, degenerou-se e quase se extinguiu devido a diversos cruzamentos inadequados. A Associação Espanhola do Sabujo Cântabro foi fundada em 2005 para recuperação e conservação do cão que por ora só é encontrado em sue país de origem. Estima-se que existam hoje no mundo poucas centenas de exemplares e dez criadores do sabujo cântabro.